# Dragon Harald Fairhair
Pour les articles homonymes, voir Germania.
Le Dragon Harald Fairhair (en norvégien: Draken Harald Hårfagre) est le nom donné à une réplique d'un grand bateau viking. C'est un navire de guerre de l'âge des Vikings qui porte le nom du roi Harald Ier de Norvège (850-933). Il est le plus grand bateau viking actuellement construit des temps modernes.

## Histoire
Le bateau a été construit à partir de 2010 par son propriétaire Sigue Asse de la société Viking Kings AS, pour la municipalité de Haugesund et il a été lancé le 5 juin 2012.

Celui-ci a été réalisé dans la tradition de la construction navale norvégienne issue de la tradition viking. Le but était de mettre en place un navire de guerre de haute mer manœuvré par 100 rameurs. Il a été nécessaire d'expérimenter sa navigation sur la côte norvégienne jusqu'en 2014.

En été 2014, le bateau a fait sa première véritable expédition en se rendant à la Liverpool Victoria Rowing Club de Wallasey au Royaume-Uni et au retour en passant par l'Île de Man, les Western Isles, les Orcades et les Shetland.

## Caractéristiques
Ce bateau, construit en chêne, est équipé de 25 paires de rames et chaque rame est mue par deux hommes. Cela fait un équipage de 100 rameurs. 

Sous voile (voile carrée de 260 m²), il nécessite un équipage de 30 hommes.

## Expédition Amérique 2016
En mai 2016 Draken Harald Hårfagre  a quitté son port d'attache d'Haugesund pour traverser l'océan Atlantique Nord. L'objectif était d'explorer et de revivre l'un des plus mythologiques voyages en mer (la première traversée viking de l'Atlantique par Leif Erikson) effectué il y a plus de mille ans. Le long de la route traditionnelle, le navire est passé par les anciennes colonies vikings historiques aux Shetland, îles Féroé, l'Islande et le Groenland. Après avoir atteint le continent américain, l'expédition visitera différents ports américains et canadiens avant son retour. Par la même occasion le Leif Erikson Awards est remis à l'expédition.

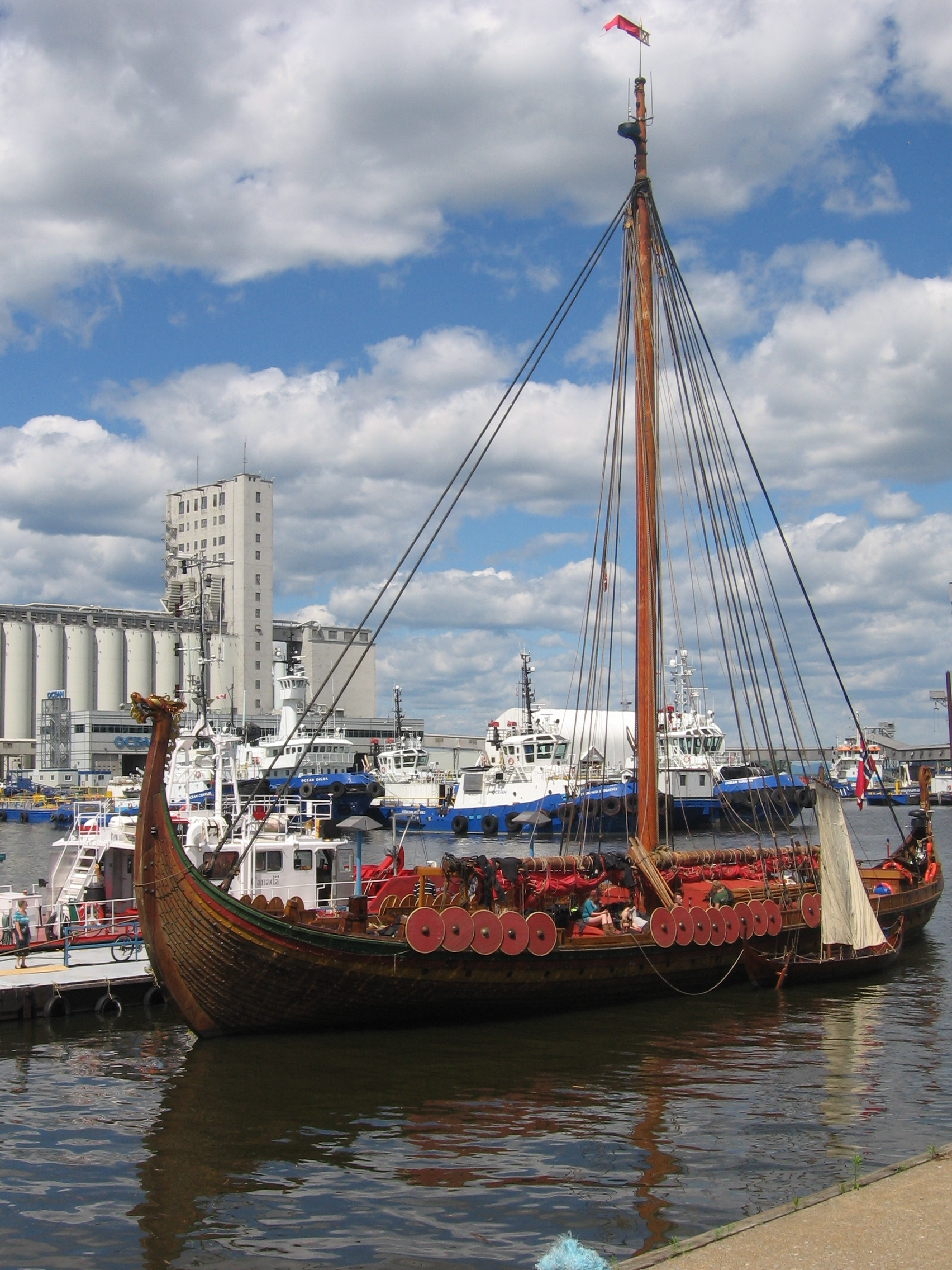
Dans le port de Québec 2016